# Centre universitaire de Vincennes
Ne doit pas être confondu avec Université Paris-VIII-Vincennes-Saint-Denis.
Le Centre universitaire de Vincennes, dit également Centre universitaire expérimental de Vincennes, a été créé à l'automne 1968 sur décision du ministre français de l'éducation nationale Edgar Faure avec pour objectif de répondre aux conséquences universitaires du mouvement étudiant de mai 1968. Le centre universitaire a été entièrement rasé en 1980.
Il avait l'ambition d'être un foyer d'innovation net, se caractérisant par son ouverture sur le monde contemporain, ce qui impliquait son ouverture aux salariés non bacheliers (seconde chance), des disciplines jusque-là non enseignées à l'université (arts, urbanisme, etc.), de nombreux cours en soirée, une pédagogie reposant sur des groupes restreints, une large liberté de choix offerte aux étudiants pour définir leur parcours. Ce centre expérimental était caractérisé par une grande liberté laissée aux étudiants et aux mouvements politiques de gauche de l'après-mai 1968, et par une grande effervescence politique.
Au départ, l'université est conçue comme la sœur jumelle du centre universitaire Dauphine (devenu université Paris IX-Dauphine, également lancée à cette époque dans l'effervescence intellectuelle de Mai 68. L'histoire de ces deux centres universitaires a divergé dès les origines.

## Histoire
À la suite de Mai 68, le professeur Raymond Las Vergnas propose en août de la même année à Edgar Faure la création du centre universitaire de Vincennes, université expérimentale ouverte aux non-bacheliers, dont il pilote la création en s'appuyant sur de nombreuses personnalités intellectuelles.
Dotée d'un statut dérogatoire qui lui permet d’autogérer son découpage disciplinaire, cette université expérimentale, « enfant terrible du mouvement de Mai », ouvre effectivement en janvier 1969, après trois mois de concertations pour former les équipes d'enseignants-chercheurs. Raymond Las Vergnas en est le premier président, mandat qu'il quitte dès la première année en 1969 pour se concentrer sur sa charge de doyen de la faculté des lettres et sciences humaines de l'université de Paris.

### Le projet à La Sorbonne
À l'instar de l'Université Paris IX Dauphine qui s'installe dans les locaux libérés par l'OTAN en 1967, le Centre universitaire de Vincennes doit s'installer sur des pelouses militaires au Bois de Vincennes qui étaient occupées par l'armée française depuis un siècle. C'est le doyen de la Sorbonne, un angliciste réputé, qui est chargé de piloter le projet. En octobre 1968, une vingtaine d'enseignants l'accompagnent au sein d'une "commission d'orientation", dont la composition est critiquée par la presse de droite mais aussi par les gauchistes, en particulier le choix de Michel Foucault pour le département de philosophie, au prétexte qu'il était en Tunisie lors du mouvement social de Mai 68. Le 6 novembre 1968 se tient dans les locaux de la Sorbonne une assemblée générale où s'active un "comité d'action" regroupant les étudiants les plus extrémistes, mené par Jean-Marc Salmon et André Glucksmann, un ancien élève de Raymond Aron qui a « viré au gauchisme le plus extravagant et le plus sectaire », selon le biographe de Michel Foucault. Ils ont publié dans le numéro de novembre du journal Action une plate-forme pour la nouvelle université. Lors de cette assemblée générale, des étudiants estiment qu'elle devra être une base d'action politique vers l'extérieur.

### Les affrontements de janvier 1969
Dix jours après l'ouverture des locaux flambant neufs de l'Université de Vincennes, avec du matériel de pointe, elle est occupée le 23 janvier 1969 par des étudiants et enseignants en solidarité avec ceux qui viennent d'occuper la Sorbonne. Les CRS interviennent et des affrontements très violents ont lieu avec les maoïstes menés par Jean-Marc Salmon et André Glucksmann. Les étudiants, retranchés dans des escaliers obstrués avec des tables, des armoires et des chaises, affrontent les forces de l'ordre à l'aide de projectiles variés.
Les CRS, après trois heures d'affrontements, l'emportent et « tout le monde est embarqué ». Le lendemain, la presse se déchaîne contre les « casseurs » et diverses photos dressent l'inventaire des dégâts. Le ministre de l’Éducation nationale Edgar Faure est jugé coupable d'avoir péché par excès de libéralisme et accusé d'avoir offert avec l'argent des contribuables, « un trop beau joujou aux gauchistes ».

### L'implantation des "gauchistes"
Le centre universitaire de Vincennes offre de nombreux cours dans le domaine des sciences sociales, parfois donnés par des enseignants qui sont à la fois théoriciens et praticiens, en tant que dirigeants de partis politiques. Ainsi en 1971-1972, Henri Weber enseigne la "Structure de l'extrême gauche en France" et Daniel Bensaid discours sur "De la nature des États ouvriers" alors qu'ils sont tous deux dirigeants de la Ligue Communiste fondée en mai 1969. La normalienne Jeannette Colombel, recrutée par Michel Foucault lors d'un jury de thèse de Gilles Deleuze, professe sur "Nihilisme et contestation", tandis que son gendre André Glucksmann, de la Gauche Prolétarienne, se penche sur "l’Écriture politique" et qu'Alain Badiou s'intéresse à "La science dans la lutte des classes".
Foucault, qui préside à la naissance du département de philosophie, tente de réunir autour de lui "ce qu'il y a de mieux en philosophie" en France "aujourd'hui" et sollicite d'abord Gilles Deleuze, qui ne viendra à Vincennes que deux ans plus tard, puis s'attache à recruter dans la jeune génération des normaliens philosophes, chez les élèves de Louis Althusser et de Jacques Lacan, notamment dans le groupe qui avait fondé les Cahiers pour l'analyse, publication d'obédience maoïste. Les critères politiques jouent un grand rôle dans ces recrutements. Outre Judith Miller, il fait venir Alain Badiou, Jacques Rancière, et François Regnault. Pour contrebalancer l'influence très marquée des maoïstes sur le département, il fait aussi appel à Henri Weber, trotskyste, et Étienne Balibar, membre du Parti communiste français. Certains firent pression pour que les enseignants de la Sorbonne, comme dans le cas de Nanterre, créée en 1964, cooptent ceux de Vincennes mais l'équipe de départ préféra ensuite mettre en place une Commission d'Orientation chargée de désigner un "noyau cooptant", à qui il reviendrait ensuite de coopter l'ensemble des enseignants. L'Union des étudiants communistes de Vincennes prend dès 1969 la défense de la "philosophie classique" et dénonce le "mandarinat" des "gauchistes".

### Les affrontements idéologiques
Le centre universitaire devient un bastion des gauchistes de la région parisienne en particulier des maoïstes, eux-mêmes divisés en tendance, avec la Gauche prolétarienne, qui va peu à peu éliminer les autres groupes et partis. Courant février, un « Comité de base pour l'abolition du salariat et la destruction de l'Université » voit le jour, dirigé, par Jean-Marc Salmon, Jean-Paul Dollé, cofondateur d'Action, et André Glucksmann, qui publie une brochure et déborde par la gauche les fondateurs locaux de la Gauche prolétarienne menés par Gérard Miller et Jean-Claude Milner.
Un après-midi, Glucksmann et Jean-Paul Dollé, menant l'assaut d'une cinquantaine de militants font irruption dans le cours d'Henri Weber, dirigeant de la Ligue communiste et maitre assistant en philosophie, intitulé "A quoi pense Mao ?" et consacré aux relations sino-soviétiques de 1928. Un groupe mené par Alain Badiou interrompt aussi de nombreux cours. Les maoïstes de Vincennes "mimaient la guerre prolongée du peuple" contre la police, le conseil d'Université et la police, se souvient Henri Weber. « Plus qu'à Censier, la Sorbonne ou à Nanterre, je fus confronté à Vincennes au gauchisme le plus débridé », se souvient-il.
Le maoïste Jean-Marc Salmon est considéré "comme le vrai patron du lieu" à vingt-six ans, grâce à son statut d'ancien responsable du service d'ordre de l'Union nationale des étudiants de France (UNEF) et des manifestations de 1968 contre l'extrême-droite, puis à Renault-Flins, lui permettant de contrôler les AG d'un millier d'étudiants qui décident de toutes les actions à opérer.

### Les combats de juin 1969
Le "Comité de base" de Jean-Marc Salmon, Jean-Paul Dollé et André Glucksmann va dès juin 1969 bénéficier de l'émotion causée un mois plus tôt par l'agression devant chez lui par un militant du Parti communiste français, dans la nuit du 28 au 29 mai 1969, de l'ex-résistant communiste devenu maoïste Raymond Casas, qui avait pris la parole à la Sorbonne en mai 68,.
Au matin du 25 juin, les gauchistes vincennois découvrent que les « révisos » du PCF, en infériorité numérique dans l'Université, ont occupé un des bâtiments pour veiller au déroulement des élections universitaires. Armés et casqués, ils montent à l'assaut des militants du PCF pour un affrontement très violent.

### Mi-janvier 1970, fin de l'habilitation des diplômes en philosophie
La "folie ultragauchiste" eut pour conséquence la perte de l'habilitation du département de philosophie à délivrer des diplômes reconnus par l'Éducation nationale, selon le témoignage ultérieur d'Henri Weber, un de ses enseignants.
Le 15 janvier 1970, le ministre de l'Éducation nationale Olivier Guichard, déplore les conditions dans lesquelles l'enseignement s'est déroulé pendant l'année 1968-1969, notamment au département de philosophie, dénonce le caractère "marxiste-léniniste" des enseignements, puis supprime l'habilitation nationale des diplômes de philosophie décernés à Vincennes. Peu après, l'« affaire Judith Miller » accentue la marginalisation académique : dans un entretien avec Madeleine Chapsal et Michèle Manceaux, la fille de Jacques Lacan, militante en vue de la Gauche Prolétarienne et assistante en philosophie à Vincennes, explique que les critères retenus dans ce département pour l'attribution des U.V. furent très variables : "Certains collectifs se sont décidés pour un contrôle des connaissances au moyen [du rendu] d'une copie [par l'étudiant], d'autres ont opté pour l'attribution du diplôme à tout étudiant qui pensait l'avoir",. Le 3 avril 1970, le ministre la renvoie dans l'enseignement secondaire dont elle était détachée, ce qui provoque l'occupation des locaux puis l'évacuation par la police.

### L'action du 23 janvier 1970 contre l’Éducation surveillée
Le 23 janvier 1970, à la suite d'une assemblée générale tenue à Vincennes, plusieurs dizaines de manifestants occupent les locaux, dans le 3e arrondissement de Paris, de l'Éducation active, qui dépend de la direction de l'Éducation surveillée et dont le chef du service est brièvement séquestré. Cent quarante-cinq personnes sont interpellées et passent la nuit à la caserne Beaujon. Cinq sont inculpées : Pierre Kahn, Alain Badiou, Alain Froissart, Alain Bigorgne et Guy Hocquenghem. Leur premier procès a lieu le 29 avril 1970, il sera cassé en appel.
Le centre universitaire est rebaptisé en 1970-1971 université Paris VIII-Vincennes.

### Le transfert à Saint-Denis
Elle est construite rapidement dans le bois de Vincennes, sur un terrain appartenant à la ville de Paris, avec 40 000 m2 de bâtiments, et la mise en place d'une ligne de bus spécifique la reliant à Paris,.
En 1980, l'ordre est donné de raser le centre universitaire durant les vacances scolaires, en trois jours seulement, du 27 au 29 août, après le déménagement de l'université à Saint-Denis, contre la volonté de ses responsables et de ses usagers. Il ne reste depuis aucune trace sur le site. Après son transfert, l'université Paris VIII-Vincennes est rebaptisée université de Paris 8-Vincennes à Saint-Denis.

### Enseignants
- Giorgio Agamben
- Gilbert Badia, germaniste
- Alain Badiou
- Jean Bouvier, historien
- Robert Castel, sociologue
- François Châtelet
- Daniel Charles, musicologue
- Claude Chevalley, mathématicien, membre fondateur du groupe Bourbaki
- Gilles Deleuze
- Jean-Claude Chevalier, professeur de linguistique
- Hélène Cixous, professeur de littérature anglaise
- Michel Deguy, professeur de littérature
- Robert Delort, professeur d'histoire médievale
- Maurice Gross, professeur de linguistique
- Michel Foucault[16]
- Denis Guedj, mathématicien
- Guy Hocquenghem, enseignant en philosophie
- Henri Laborit, neurobiologiste et philosophe
- Yves Lacoste, géographe
- Jean-François Lyotard
- André Miquel, historien arabisant
- Éveline Plicque-Andréani, musicologue
- Luis Prieto, professeur de sémiotique
- Madeleine Rebérioux, professeur d'histoire
- Nicolas Ruwet, professeur de linguistique
- René Schérer
- Michel Serres[17]
- Henri Weber, professeur de philosophie
- Françoise Plet, professeure de géographie
- André Veinstein, professeur d'études théâtrales

Jacques Lacan y a donné une seule conférence, vite interrompue.

## Dans la culture

### Cinéma
- L'École du pouvoir (2009) réalisé par Raoul Peck est une mini-série qui évoque à travers le personnage d'Ana Karnonski, joué par Émilie Deville, les déboires de la fin de l'université libre de Vincennes.

### Filmographie
- Raymond Vouillamoz, La Folie Nanterre, 20 mars 1969, Radio télévision suisse, voir en ligne
- Jean-Michel Carré, Adam Schmedes, Le Ghetto expérimental, documentaire, 1 h 40, 1975 ; voir présentation en ligne ou extrait
- Félix Guattari, L'Effondrement sémiotique, Centre universitaire expérimental de Vincennes, 1975
- Virginie Linhart, Vincennes, l'université perdue, 1er juin 2016, Arte, présentation en ligne
- Claire Simon, Le Bois dont les rêves sont faits, 13 avril 2016

### Podcasts
- L’Université de Vincennes - De l'expérience au mythe, Affaires sensibles, France Inter, 2 février 2025
- Enregistrements de France Culture

### Documents
- Documents en ligne sur Paris 8 - Vincennes